# Biserica de lemn din Dumbrăveni
Biserica „Nașterea Sf. Ioan Botezătorul” este o biserică de lemn de rit ortodox și este trecută pe lista monumentelor istorice la numărul cod LMI VS-II-a-A-06793
Ansamblul este format din două monumente:
- Biserica de lemn „Nașterea Sf. Ioan Botezătorul” (cod LMI VS-II-m-A-06793.01)
- Turn clopotniță (cod LMI VS-II-m-A-06793.02)

Biserica este situată în partea nord-vestică a satului Dumbrăveni, comuna Gârceni, în cimitir. 
A fost ridicată între anii 1784-1787 de către meșterii Vasilache Trancă și Iosib Onciul, cu material lemnos tăiat de la fața locului. A fost refăcută în anul 1814. Clopotnița are  clopotele turnate la Viena, în anul 1792.